# 영국의 하원의원
영국의 의원(Member of Parliament, MP)은 영국에서 영국 의회의 하원인 영국 하원에서 종사하도록 선출된 사람이다.

## 선거제도
영국 하원의원 650명 전원은 영국 전역의 단일 의원 선거구에서 순번 투표 시스템을 통해 선출되며, 각 선거구에는 단일 대표자가 있다.

## 같이 보기
- 영국 의회의 선거구
- 웨일스 의회 의원